# Андрий Воронин
Андрий Воронин (на украински: Andriy Voronin) е бивш украински футболист, нападател. Най-известен като футболист на Байер (Леверкузен), Ливърпул и украинския национален отбор.

## Кариера
След като напуска родния „Черноморец“ (Одеса) през 1995 г., Воронин преминава в германския „Борусия“ (Мьонхенгладбах). Прави дебют в Бундеслигата през 1997 г. срещу Байерн Мюнхен. В елита играе в 7 мача и вкарва 1 гол. През 2000 г. преминава Майнц 05 за сумата от 450 000 евро. За новия си тим той се превръща в ключова фигура в атаката, като през 2002 г. дори става голмайстор на германската Втора Бундеслига с актив от 20 попадения. За подписа му се борят доста отбори, но през 2003 г. преминава в току-що спечелилите промоция Кьолн. Там обаче играе точно един сезон – отборът му отпада, а Воронин веднага преминава в Байер Леверкузен, които отдавна следят изявите му.
През 2006 г. е в състава на Украйна за Мондиал 2006, където достига до четвърфинал. През сезон 2006/07 след напускането на Димитър Бербатов, Воронин е водещ голмайстор на Леверкузен. След края на сезона обаче му изтича договорът и клубове от Франция, Испания, Италия и Шотландия се борят за услугите му. В крайна сметка през февруари 2007 г. подписва с Ливърпул, а се присъединява към този отбор през лятото на 2007 след изтичане на контракта с немците. От средата на 2008 играе под наем в Херта до края на сезона. Столичният клуб е близо до шампионската титла, а Андрий е водещ голмайстор, но впоследствие Херта остава на 4-то място.
От 2010 е футболист на Динамо Москва.

## Национален отбор
Като играч на Майнц 05 Воронин играе важна роля в младежкия отбор на Украйна. През януари 2002 г. прави дебют и в първия състав на страната си при загубата от Румъния с 1:4 в приятелски мач. Воронин рядко е викан в националния отбор, понеже му е трудно да се бори с конкуренцията на Андрий Шевченко, Сергей Ребров и Андрий Воробей. Понякога е използван и като халф. Първия си гол за Украйна вкарва при победата над Гърция с 2:0 в квалификациите за Евро 2004.
През 2006 г. играе на четвърфинал на световното първенство в Германия при първото участие на Украйна на голям форум.